# Cryptandra nutans
Cryptandra nutans là một loài thực vật có hoa trong họ Táo. Loài này được Steud. mô tả khoa học đầu tiên năm 1845.